# Байбак
Байба́к, или бабак, или обыкновенный (степной) сурок (лат. Marmota bobak), — грызун рода сурков, обитатель целинных степей Евразии.

## Этимология
Обозначение этого зверька (см. диал. рус. бабак, укр. и бел. бабак, байбак, диал. укр. бобак) довольно непонятного происхождения. Вероятно, первичной по происхождению является форма «байбак». Она может быть заимствованием-тюркизмом (см. напр. баш. байбаҡ — сурок, каз. и кирг. маймақ — «косолапый, неуклюжий»). Впрочем, несмотря на явно тюркский характер слова, направление заимствования из тюркских языков в русский вызывает у этимологов сомнения. Происхождение же форм «бабак/бобак» не вполне ясно.
Иносказательно «байбак/бабак» во многих диалектах русского языка называют лентяя или нелюдимого, держащегося поодиночке человека. Хронология появления значений «сурок» и «лентяй» также довольна сомнительна.
Из восточнославянских языков слово было заимствовано в западнославянские языки (пол. bobak, словац. bobák), и, возможно, в турецкий язык (тур. bobak).

## Внешний вид
Байбак является одним из самых крупных беличьих: длина его тела 50—70 см, масса нажировавшихся самцов достигает 10 кг. Тело у байбака толстое, на коротких, сильных лапах, вооружённых крупными когтями. Голова большая, уплощённая, шея короткая.
От других сурков байбака легко отличить по короткому хвосту (не более 15 см) и однотонной песчано-жёлтой окраске. Из-за тёмных кончиков остевых волос его спина покрыта тёмно-бурой или чёрной рябью, сгущающейся на затылке и на верхней части головы. Щёки светло-рыжеватые; под глазами бурые или чёрные пестрины. Брюхо заметно темнее и рыжее боков; конец хвоста тёмно-бурый. Встречаются сурки-альбиносы. Линька у байбаков один раз в год; начинается в мае и заканчивается (у старых сурков) к концу августа, иногда затягиваясь до сентября.

## Распространение
В прошлом байбак был широко распространён по степной и отчасти лесостепной зоне от Венгрии до Иртыша (в Крыму и Предкавказье отсутствовал, но в настоящее время байбак наблюдается в степной части Крыма, на полуострове Тарханкут), но под влиянием распашки целинных земель исчез почти повсюду, сохранившись лишь по участкам нетронутой целины на Дону, в Среднем Поволжье, южном Приуралье и в Казахстане. 
Сейчас байбак обитает в Ростовской, Волгоградской области, Белгородской, Воронежской (Каменная степь между рр. Битюг и Хопёр, Богучарский, Кантемировский и Россошанский районы), Курской области, Самарской области, на северо-востоке Саратовской, на юге Ульяновской и Нижегородской областей, а также в Чувашии, Татарстане и Башкортостане. В 1986 году был успешно интродуцирован в Удмуртии на территорию Каракулинского и Сарапульского районов.
На территории Украины встречается в нескольких обособленных очагах в Луганской, Сумской (Роменский район), Харьковской , Днепропетровской и Запорожской области. 
За Уралом и на Северном Казахстане его ареал менее фрагментирован; здесь байбак встречается от р. Урал до Иртыша: в Оренбургской и Челябинской областях, на юге Омской области России, в северной части Западно-Казахстанской, северной части Актюбинской, Костанайской, Северо-Казахстанской, на севере Карагандинской и в Восточно-Казахстанской области Казахстана.

## Образ жизни и питание

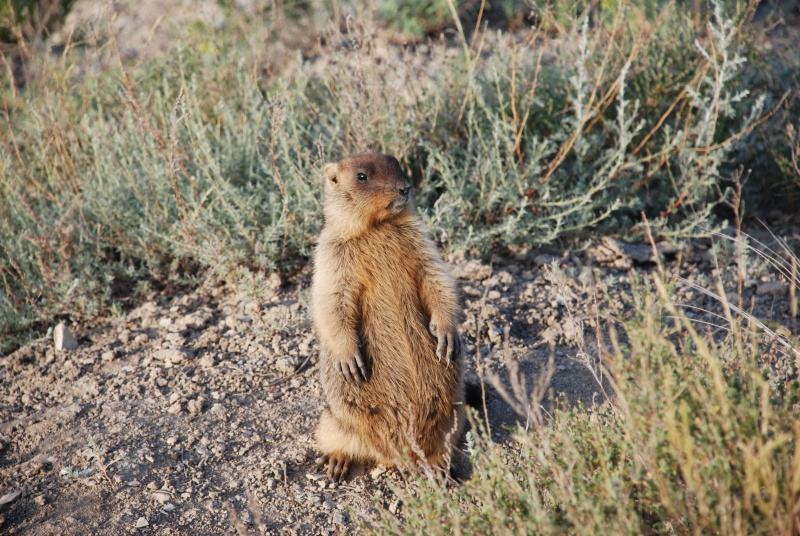
Молодой сурок.

Байбак — природный обитатель равнинных злаково-разнотравных степей. В случае распашки степи сурки вскоре уходят на ближайшую целину или в крайнем случае на «неудобья»: залежи, нераспаханные склоны оврагов, балок, речных долин, межи, выгоны и даже на обочины просёлочных дорог. Пригодные для обитания байбака участки сейчас составляют незначительную долю пахотных земель. Обитание на посевах зерновых и овощей для него нехарактерно; в таких местах байбак селится вынужденно и временно. На более длительные сроки задерживается на посевах многолетних трав. Умеренный выпас скота и близкое соседство человека на него не влияют.
Живут байбаки большими многолетними колониями, устраивая для жилья норы разного назначения и сложности. Защитные (временные) норы — небольшие, короткие, с одним входом, без гнездовой камеры; в них сурки прячутся от опасности, изредка ночуют. Таких нор у сурка бывает до 10 в пределах кормового участка. Постоянные норы сложнее, бывают зимними и летними. Летние (выводковые) норы представляют собой сложную систему ходов; они связаны с поверхностью несколькими (до 6—15) выходами. От главного хода норы отходит ряд отнорков или тупиков, в которых сурки устраивают уборные. На глубине 2—3 м располагается гнездовая камера, объёмом до 0,5—0,8 м³, в которую сурок натаскивает сухой травы и корней. Зимние (зимовочные) норы могут быть устроены проще, но гнездовые камеры в них располагаются глубже, в непромерзающих горизонтах почвы — до 5—7 м от поверхности. Бывают и летне-зимние норы. Общая протяжённость ходов и отнорков постоянной норы достигает 57—63 м. В особенно сложных норах бывает по нескольку камер разных размеров, и ходы образуют несколько этажей. При устройстве постоянной норы на поверхность выбрасывается до десятка кубометров грунта, образуя холм-сурчину. Обычно сурчина резко выделяется на фоне степного чернозёма более светлым цветом; почва здесь суше, насыщена азотом и минеральными веществами из помёта сурков. Высота холма достигает 40—100 см при поперечнике 3—10 м. На сурчине близ обитаемой норы находится утоптанная площадка, откуда сурки осматривают окрестности. Остальная часть сурчины постепенно покрывается растительностью, сильно отличающейся от окружающей флоры: здесь вырастают полынь, пырей, кермек. В густонаселённых сурками местах сурчинами покрыто до 10 % поверхности, отчего ландшафт приобретает своеобразный волнистый характер.

### Питание
Питаются байбаки растительными кормами. Их излюбленными растениями являются дикий овёс (Avena sativa), пырей (Agropyrum cristatum), цикорий (Cichorium intybus), клевер (Trifolium repens) и полевой вьюнок (Convolvulus arvensis); овощные и сельскохозяйственные культуры повреждают редко. Кормовая специализация сезонная, заключается в предпочтении различных частей растения. Так, ранней весной сурки поедают в основном перезимовавшие корневища и луковицы; летом — молодые ростки злаков и разнотравья, а также цветы. Во второй половине лета, когда степная растительность выгорает, байбаки всё дальше отходят от своих нор в поисках влажных участков с сочной травой. Зрелые плоды и семена в их желудках не перевариваются, рассеиваясь вместе с помётом. За день нажировки байбак съедает до 1—1,5 кг растительной массы. Воды обычно не пьёт, довольствуясь влагой, содержащейся в растениях, или утренней росой. Потребляет и животные корма — саранчовых, моллюсков, гусениц, муравьиных куколок, обычно поедая их вместе с травой. Однако в неволе сурки охотно едят мясо, в том числе мясо сородичей, хотя в природе позвоночными не питаются. Запасов на зиму байбак не делает.

### Образ жизни

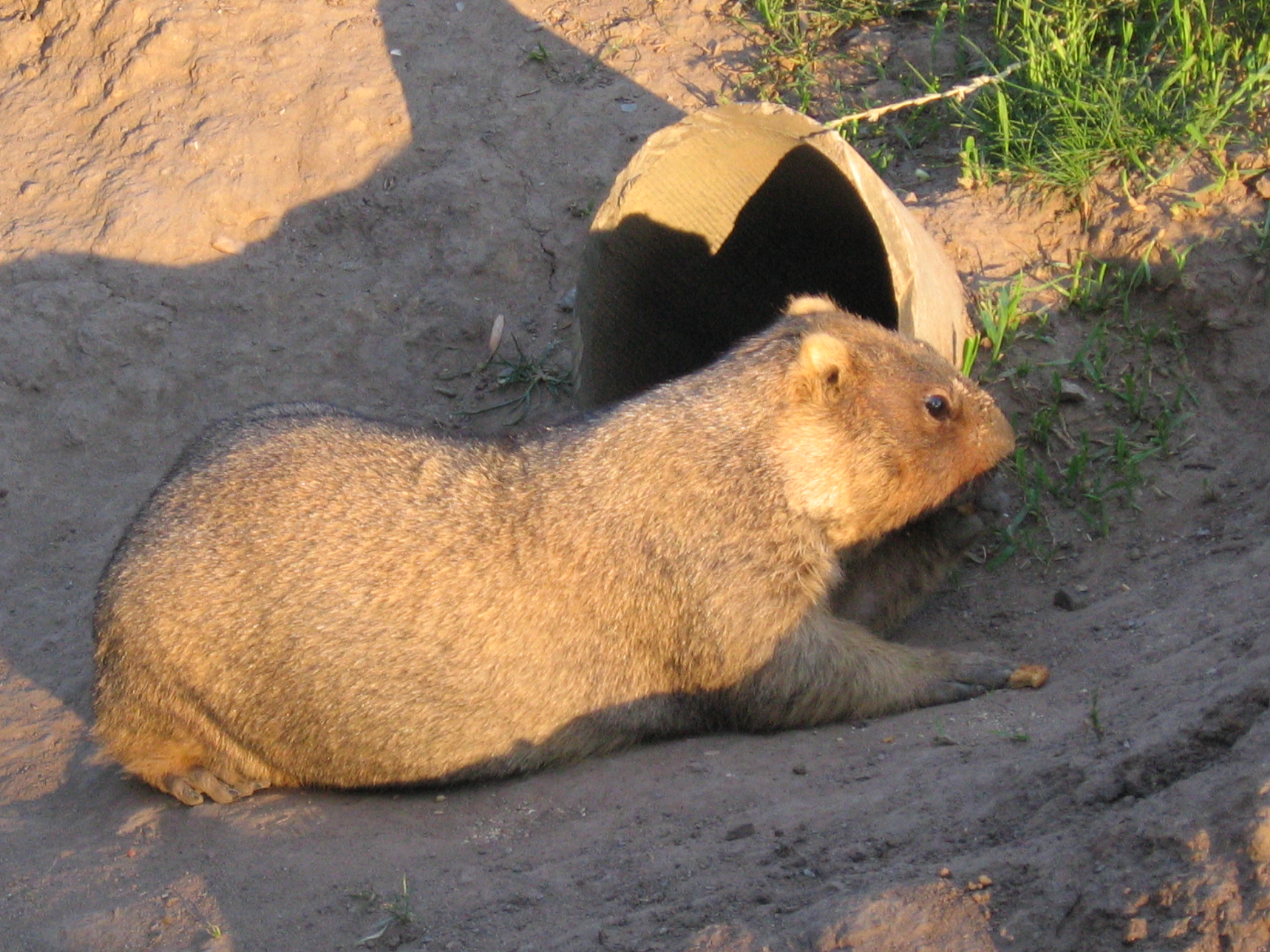
Взрослый байбак

Из зимней спячки байбаки выходят в конце февраля — начале марта. Немного откормившись, они принимаются ремонтировать или рыть новые защитные норы; позднее — поправлять и расширять жилые норы. Деятельность начинается с восходом солнца, когда зверьки просыпаются и отправляются на кормёжку. На поверхности сурки поддерживают зрительную (позы столбиком) и звуковую (перекличка, сигнал опасности) связь. Обычно двое сурков в колонии играют роль часовых, пока другие кормятся. Слух у сурка развит слабее, чем зрение, поэтому главным сигналом опасности является не столько свист, сколько вид бегущего к норе сородича. Увидев это, другие сурки тоже бросаются к норам, даже если при этом не было крика. В полдень байбаки обычно отдыхают в норах, а к вечеру опять выходят на кормёжку. На поверхности земли они проводят 12—16 часов.
Передвигается сурок порывистыми перебежками, временами останавливаясь и замирая на месте. Спасаясь от преследования, бежит довольно быстро, достигая на ровных участках скорости 12—15 км/ч, и старается укрыться в ближайшей норе.
В марте—апреле у байбаков наступает брачный период. Беременность длится 30—35 дней; обычно в выводке 3—6 детёнышей. Новорождённые сурчата голые и слепые, длиной 9—11 см и весом 30—40 г (это около 1 % от массы матери). Глаза у них открываются только на 23-й день. На время беременности и молочного вскармливания самец отселяется в другую нору. Молоком самка кормит до 50 дней, хотя в возрасте 40 дней, в конце мая — начале июня сурчата уже начинают питаться травой. Раньше полагали, что семьи сурков состоят из родителей и двух выводков детёнышей-погодков. Но наблюдения за мечеными зверьками показали, что часть сеголетков уходит из своей семьи и поселяется в других семьях как приёмыши, а их родители в свою очередь принимают чужих детёнышей. Сурчата остаются с родителями до следующего лета, после чего строят собственные норы. Но и вторую зимовку они проводят вместе с родителями. В целом, характер у сурков миролюбивый; они редко дерутся и прогоняют только пришлых зверьков.
К концу лета сурок накапливает до 800—1200 г жира, что составляет до 20—25 % его веса. Зверьки всё реже покидают норы; они обновляют гнёзда, натаскивая в них сухую траву. В конце августа — сентябре (не позже 20-х чисел) сурки собираются в зимовочных норах группами от 2—5 до 20—24 особей. Все входы в нору они забивают плотными пробками из смеси кала, земли и камней и впадают в глубокую спячку, которая длится 6—8 месяцев. Температура воздуха в норе даже в сильные морозы не опускается ниже 0 °C. Во время спячки жизненные процессы у сурков почти замирают: температура тела падает с 36—38 до 4,6—7,6 °C, дыхание замедляется до 2—3 вдохов в минуту вместо нормальных 20—24, а сердцебиение — до 3—15 ударов в минуту вместо 88—140. Зимой сурки не питаются и почти не двигаются, существуя за счёт запасов накопленного жира. Однако, поскольку расходы энергии во время спячки низкие, весной сурки нередко просыпаются достаточно упитанными, с запасом 100—200 г жира.
Половой зрелости сурки достигают на 3 год жизни. Врагов у сурка в настоящее время немного, в основном это бродячие собаки и лисы. Из-за их нападений к осени в выводке редко остаётся более 3 сурчат. На них охотятся волки и хищные птицы (орлы), а также барсуки, хорьки, корсаки.

## Численность
В связи с распашкой степей, лесовосстановлением и интенсивным промыслом численность байбаков в XX веке резко сократилась. Наиболее критическим положение было в 40—50-х гг. XX века, но принятые меры охраны обеспечили сохранение вида в локальных очагах на Украине, в Ульяновской и Саратовской областях, Татарстане и последующую его реакклиматизацию и интродукцию в ряде регионов. В последние десятилетия ареал начал расширяться и поголовье байбаков расти. Наиболее многочислен байбак в Ростовской и Ульяновской областях. Довольно стабильны колонии его казахстанского подвида в Оренбургской и Челябинской областях. Численность европейского подвида байбака на 2004 г. достигла 209 700 особей, казахстанского — 112 800 особей. Несмотря на разрешение лицензионной охоты в Центральном, Приволжском и Южном федеральных округах численность байбаков продолжает расти. В Омской области животное занесено в Красную книгу.
Байбак промышляется ради тёплого легкого меха. Его мясо съедобно (оно высоко ценится в некоторых районах Монголии), а жир использовался в технике и народной медицине. Для сельского хозяйства байбак практически безвреден — он редко трогает культурные растения; изредка поедает люцерну и подсолнух. На огородах, разведённых в колонии сурков, они иногда едят капусту и надземные части моркови. Байбак — популярный объект специальной охоты — Варминтинга, при которой стрельба ведётся с большого расстояния из специального оружия.

## Символика

Изображён на гербе и флаге Бижбулякского района Республики Башкортостан

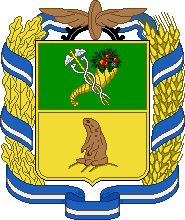
Байбак на гербе Купянска

Байбак на гербе Луганской области

Байбак — один из символов Луганской области Украины, он изображён на её гербе.
А также Бижбулякского района Республики Башкортостан, изображён на его гербе и флаге. Также это символ города Купянска, изображён на его гербе.